# Colin Larkin (futbolista)
Colin Larkin (*Dublín, Irlanda, 27 de abril de 1982) es un futbolista Irlandés. Juega de delantero y su actual equipo es el Hartlepool United de la Football League One de Inglaterra.

## Clubes
| Club                      | País       | Año       |
| ------------------------- | ---------- | --------- |
| Wolverhampton Wanderers   | Inglaterra | 1999-2001 |
| Kidderminster Harriers FC | Inglaterra | 2001-2002 |
| Mansfield Town            | Inglaterra | 2002-2005 |
| Chesterfield FC           | Inglaterra | 2005-2007 |
| Northampton Town          | Inglaterra | 2007-2009 |
| Hartlepool United         | Inglaterra | 2009-     |